# 桂千金
桂千金（1987年—），江西鹰潭人，汉族，中华人民共和国政治人物、第十二届全国人民代表大会江西地区代表。
毕业于南昌大学戏剧影视文学专业。加入中国共产党。2013年，担任全国人大代表。